# Eparchia św. Efrema w Khadki
Eparchia św. Efrema w Khadki – eparchia Kościoła katolickiego obrządku syromalankarskiego w Indiach. Została utworzona 26 marca 2015 jako egzarchat apostolski św. Efrema. Eparchia od 2019.

## Biskupi eparchialni
- Thomas Anthonios Valiyavilayil (2015-2019 egzarcha apostolski, od 2019 eparcha)
- Mathews Kadavil (od 2024)